# Skaidi
Skaidi (Samisch: Skáidi) is een kleine nederzetting in de gemeente Hammerfest in de provincie Finnmark van Noorwegen.
Het is een belangrijk verkeerskruispunt in het noorden vanwege het feit dat de E6 hier kruist met de Noorse weg 94. 

## E6
Al het gemotoriseerd verkeer in deze omgeving komt uiteindelijk op de E6 terecht. Het vormt de verbinding tussen oost en west in Noord Noorwegen. Vanaf Skaidi naar Alta (Finnmark) is 87 km door onbewoond gebied. De andere kant op naar Russenes en Olderfjord is eveneens onbewoond, maar is "slechts" 23 km lang.

## Noorse weg 94
Ook de Noorse weg 94 naar Hammerfest loopt op Kvalsund na door onbewoond gebied. 

## Middelen van bestaan
Aangezien Skaidi in een onbevolkt gebied ligt is het een uitgelezen plek voor ontspanning. In de omgeving zijn dan ook redelijk veel "bedden" beschikbaar voor overnachtingen.